# Montigny-le-Tilleul
Montigny-le-Tilleul är en kommun i Belgien.   Den ligger i provinsen Hainaut och regionen Vallonien, i den centrala delen av landet, 50 km söder om huvudstaden Bryssel. Antalet invånare är 10 155.
Runt Montigny-le-Tilleul är det i huvudsak tätbebyggt. Runt Montigny-le-Tilleul är det tätbefolkat, med 947 invånare per kvadratkilometer.